# Zeki Sezer
Mehmet Zeki Sezer (ur. 1957 w Eskişehirze) – turecki polityk i inżynier, deputowany i minister, w latach 2004–2009 przewodniczący Partii Lewicy Demokratycznej (DSP).

## Życiorys
Ukończył chemię na Uniwersytecie Gazi. Podczas nauki w szkole średniej i studiów uprawiał siatkówkę. Pracował w zawodzie inżyniera chemika. Zaangażował się w działalność polityczną w ramach Partii Lewicy Demokratycznej Bülenta Ecevita. Kierował DSP na poziomie dystryktu, był wiceprzewodniczącym w prowincji Ankara i sekretarzem generalnym partii. W 2001 objął funkcję jej wiceprzewodniczącego. W latach 1999–2002 sprawował mandat posła do Wielkiego Zgromadzenia Narodowego Turcji. W 2002 przez kilka miesięcy był ministrem stanu. W 2004 zastąpił Bülenta Ecevita na stanowisku przewodniczącego DSP. Zrezygnował z tej funkcji w kwietniu 2009.